# Brandywine Falls Provincial Park
Der Brandywine Falls Provincial Park ist ein 420 Hektar großer Provincial Park in der kanadischen Provinz British Columbia. Der Park liegt etwa 47 Kilometer nördlich von Squamish und etwa 18 Kilometer südlich von Whistler. Von Vancouver aus ist der Park über den Highway 99 (Sea-to-Sky-Highway) zu erreichen. Der Park liegt im Squamish-Lillooet Regional District.

## Anlage
Der kleine Park liegt im Sea-to-Sky Corridor im Übergangsgebiet zwischen der Sunshine Coast und den Coast Mountains, der Southern Pacific Ranges. Er wird am westlichen Rand vom Highway 99 sowie in nördlichen Bereich von einer Eisenbahnstrecke durchschnitten. Die östliche Parkgrenze wird durch den Cheakamus River gebildet. Die südliche Grenze des Parks stellt das Ufer des Daisy Lake dar.
Bei dem Park handelt es sich um ein Schutzgebiet der Kategorie II (Nationalpark).
Der Park hat seinen Namen vom gleichnamigen Wasserfall. Der Wasserfall wird vom 66 Meter herabstürzenden Wasser des Brandywine Creek gebildet. Der Brandywine Creek hat seinen Ursprung im Powder Mountain Icefield und stürzt im Park über eine Felskante, welche vom Basalt erstarrter Lavaströme gebildet wird. Mindestens vier basaltische Lavaströme, im Alter von fast 34.000 Jahre, umfassen die Wände des Canyons des Brandywine Falls. Diese Ströme sind dabei Teil des Garibaldi-Vulkangürtels.

## Geschichte
Der Park wurde im Jahr 1973 eingerichtet.
Nach einer lokalen Erzählung hat der Brandywine Creek seinen Namen danach, dass zwei Landmesser der Howe Sound and Northern Railway hinsichtlich der Höhe des Wasserfalls um eine Flasche Brandy gewettet haben.
Wie bei fast allen Provinzparks in British Columbia gilt jedoch auch für diesen, dass er lange bevor die Gegend von Einwanderern besiedelt oder sie Teil eines Parks wurde, Jagd- und Fischereigebiet verschiedener Stämme der First Nations war.

## Flora und Fauna
Am Übergang zwischen Sunshine Coast und Coast Mountain, ist die im Park vorherrschende Klimazone die des gemäßigten Regenwaldes. Innerhalb des Ökosystems von British Columbia wird er der Coastal Western Hemlock Zone zugeordnet. Diese biogeoklimatischen Zonen zeichnen sich durch ein ähnliches Klima sowie gleiche oder sehr ähnliche biologische und geologische Voraussetzungen aus. Daraus resultiert in den jeweiligen Zonen dann auch ein sehr ähnlicher Bestand an Pflanzen und Tieren. Innerhalb des Parks sind am verbreitetsten, die der Zone ihren Namen gebende, Westamerikanische Hemlocktanne sowie der Riesen-Lebensbaum und der Oregon-Ahorn. Oberhalb der Bruchkante finden sich auch Bestände der Küsten-Kiefer.
Die Gegend ist (wie große Teile von Kanada) nur dünn besiedelt; im umgebenden Gebiet leben auch Schwarzbären, Eisgraue Murmeltiere und Streifenhörnchen. Steinadler, Rotschwanzbussarde leben oder kommen zur Beutesuche in den Park. Fische finden sich im Brandywine Creek nur unterhalb des Wasserfalls. Am 5. August 2005 stürzten mehrere Kesselwagen der Canadian National Railway beladen mit Natriumhydroxid in den Cheakamus River; etwa 500.000 Fische starben.

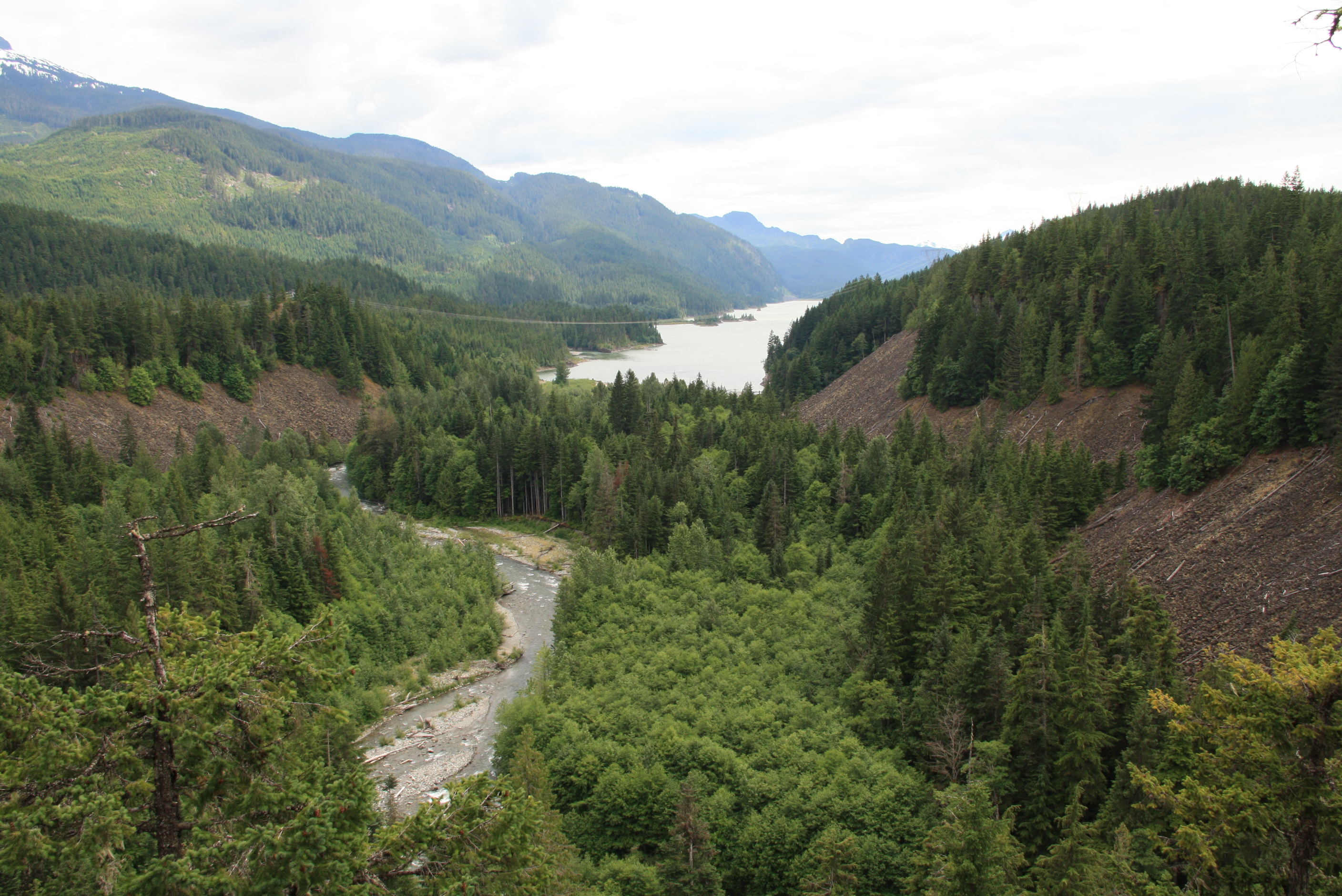
Brandywine Creek mit Blick auf den Daisy Lake

## Aktivitäten
Der Park ist im Sommer ein beliebtes Ziel von Wanderern, Bergsteigern und anderen Outdoor-Sportlern. Die Wanderwege im Park sind in ein Netzwerk eingebunden, welches Squamish und Whistler verbinden. Auch eine Abschnitt, der „Sea to Sky Trail“, des insgesamt etwa 18.000 Kilometer langen Trans Canada Trails durchquert den Park. An diesen Wanderwegen befinden sich auch verschiedene Aussichtspunkte mit Sicht auf den Wasserfall oder auch weiter den Brandywine Creek hinab mit Blick auf den Daisy Lake. Außerdem befindet sich in der nordöstlichen Ecke des Parks noch ein kleiner See, der Swim Lake, mit einem Picknickbereich. Dieser ist jedoch nicht mit Fahrzeugen zu erreichen.
Im Winter findet sich im Park eine markierte, aber nicht gespurte, Loipe für den Skilanglauf. Diese beliebte Langlaufloipe wird jedes Jahr von mehreren Tausend Läufern genutzt.